# Godfrey Oboabona
Godfrey Itama Oboabona (Ondo, 1992. augusztus 16.) nigériai válogatott labdarúgó, a HNK Gorica játékosa.

## Pályafutása

### Klubcsapatokban
Karrierjét a Sunshine Stars csapatában kezdte, majd 2013 nyarán a török Çaykur Rizesporhoz írt alá 4 évre. 2017-ben az Al-Ahli játékosa lett. 2018 nyarán a horvát HNK Gorica csapatába igazolt.

### A válogatottban
Bekerült a 2013-as afrikai nemzetek kupáján részt vevő keretbe, a tornát megnyerték. A 2013-as konföderációs kupán és a 2014-es labdarúgó-világbajnokságra utazó keretbe is meghívót kapott.

## Sikerei, díjai
- Nigéria
  - Afrikai nemzetek kupája: 2013